# Luis Figge
Luis Elias Figge (Korbach, 2 giugno 1997) è un cestista tedesco.